# Popcorn (instrumentalna skladba)
"Popcorn" (prevod: Pokovka) je zelo slavna zgodnja synthpop instrumentalna skladba, ki jo leta 1969 napisal nemško- ameriški skladatelj Gershon Kingsley, znan tudi kot pionir elektronske glasbe. Skladba je bila istega leta posneta in izdana pri založbi Audio Fidelity Records v mestu New York. Skladba še na začetku ni bila tako znana, ko pa jo je leta 1972 na novo posnela in priredila ameriška instrumentalna glasbena skupina Hot Butter, znana predvsem po priredbah, je dosegla svetovno slavo. Vse od takrat je skladba doživela številne priredbe znanih in manj znanih glasbenikov.

## Nastanek original skladbe

### Ozadje
- leta 1969 je skladatelj Gershon Kingsley, predtem znan tudi kot del dueta (Perrey and Kingsley), to original  skladbo imenovano “Popcorn” prvič posnel na svojem debitantskem solo albumu Music To Moog By pri založbi "Audio Fidelity Records", a pesem ne doseže pretirane popularnosti in je tudi veliko ljudi ne pozna.
- leta 1971 je priredbo skladbe z bendom First Moog Quartet, katerega je leto predtem ustanovil prav Kingsley, na novo posnela in izdala, a tudi brez pretiranega uspeha. Član te ameriške zasedbe pa je bil med drugim tudi  Stan Free.
- leta 1972 pa je na sceno prišel bend z imenom Hot Butter, katerega je ustanovil Stan Free, član prej omenjene zasedbe. Ta skupina je bila znana pretežno po priredbah. Tako je Free skupaj s svojim novim bendom na novo posnel in izdal  priredbo skladbe Popcorn, ki je daleč najbolj prepoznavna verzija. In sicer pri založbah “Musicor Records” in “Interfusion”. Ta verzija pa je po slavi in uspehu tudi dosegla in presegla original skladbo.

### Avtor o skladbi
Gershon Kingsley je leta 2005 v intervjuju dejal, da je nekega dne leta 1969 poslušal napravo za Kokice (Popcorn) in prišel na  idejo da bi iz tega lahko naredil/napisal melodijo. Naslednji dan se je lotil lotil dela na posebnih klaviaturah imenovanih "Moog" (po izumitelju le teh) in iskal ritem, ki bi šel hitro v uho. Potem je celotno pesem ustvaril na Moogu v studiu. Izdal jo je 87 dni kasneje skupaj z albumom Music To Moog By, ne da bi se zavedal kašen uspeh bo dosage s skladbo, ki je znana po celem svetu.

## Seznam izvajalcev priredb skladbe Popcorn
- First Moog Quartet (1971)
- Hot Butter (1972)
- Anarchic System (1972)
- Kraftwerk (1987)
- Jean Michelle Jarre
- Kraftwerk
- Arthur Fiedler in Boston Pops
- Aphex Twin
- Gigi D' Agostino
- The Time Frequency
- Herb Alpert and the Tijuana Brass
- Crazy Frog (2005)
- The Treble Spankers
- The Boomtang Boys